# Campanula trojanensis
Campanula trojanensis är en klockväxtart som beskrevs av Miloslav Kovanda och Ancev. Campanula trojanensis ingår i släktet blåklockor, och familjen klockväxter.
Artens utbredningsområde är Bulgarien. Inga underarter finns listade i Catalogue of Life.